# Schloss Harbach

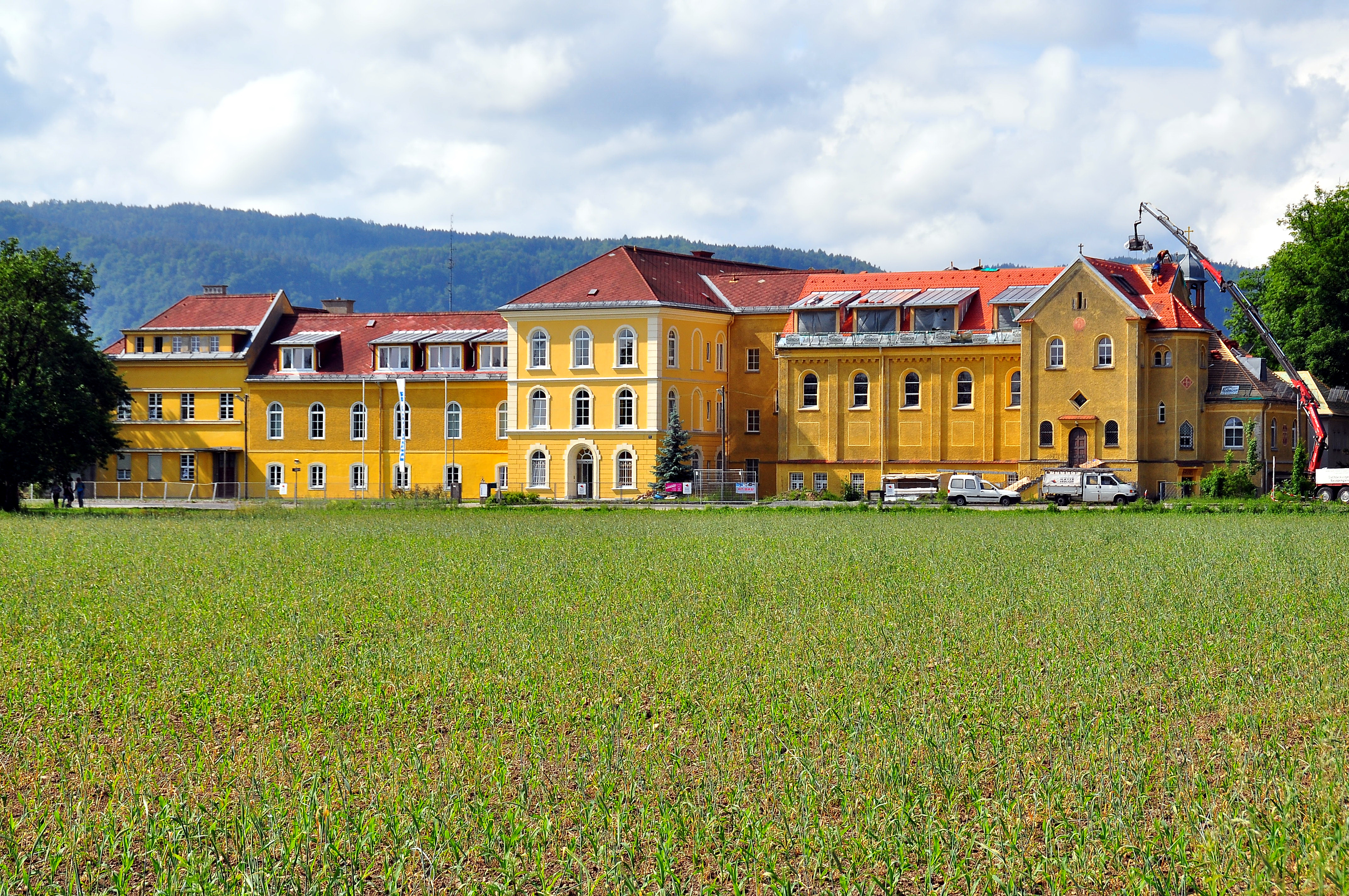
Schloss Harbach (2009)

Das Schloss Harbach steht im Stadtbezirk St. Peter am östlichen Stadtrand von Klagenfurt am Wörthersee. Der ursprüngliche mittelalterliche Edelmannsitz wurde im Jahr 1213 erstmals urkundlich erwähnt, später zum Schloss und zwischen den Jahren 1893 und 1962 nochmals erheblich um- und ausgebaut. Schloss Harbach wurde ab Ende des 19. Jahrhunderts bis zum Jahr 2002 vom Frauenorden vom Guten Hirten als Kloster genutzt, dann ging es in den Besitz der Kärntner Diakonie über, die seither dort ihren Sitz hat.

## Geschichte

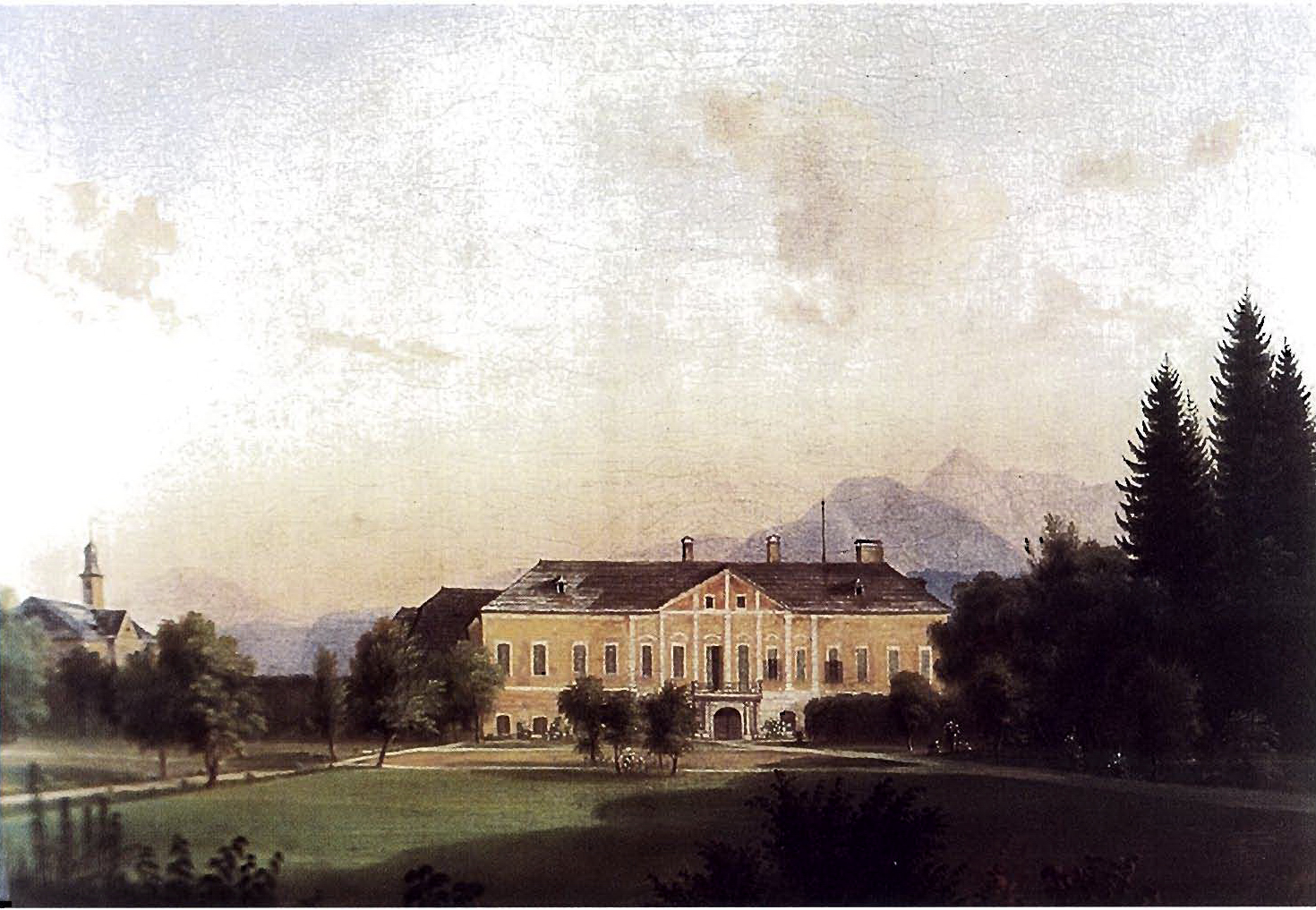
Schloss Harbach um 1850 auf einem Ölgemälde von Markus Pernhart

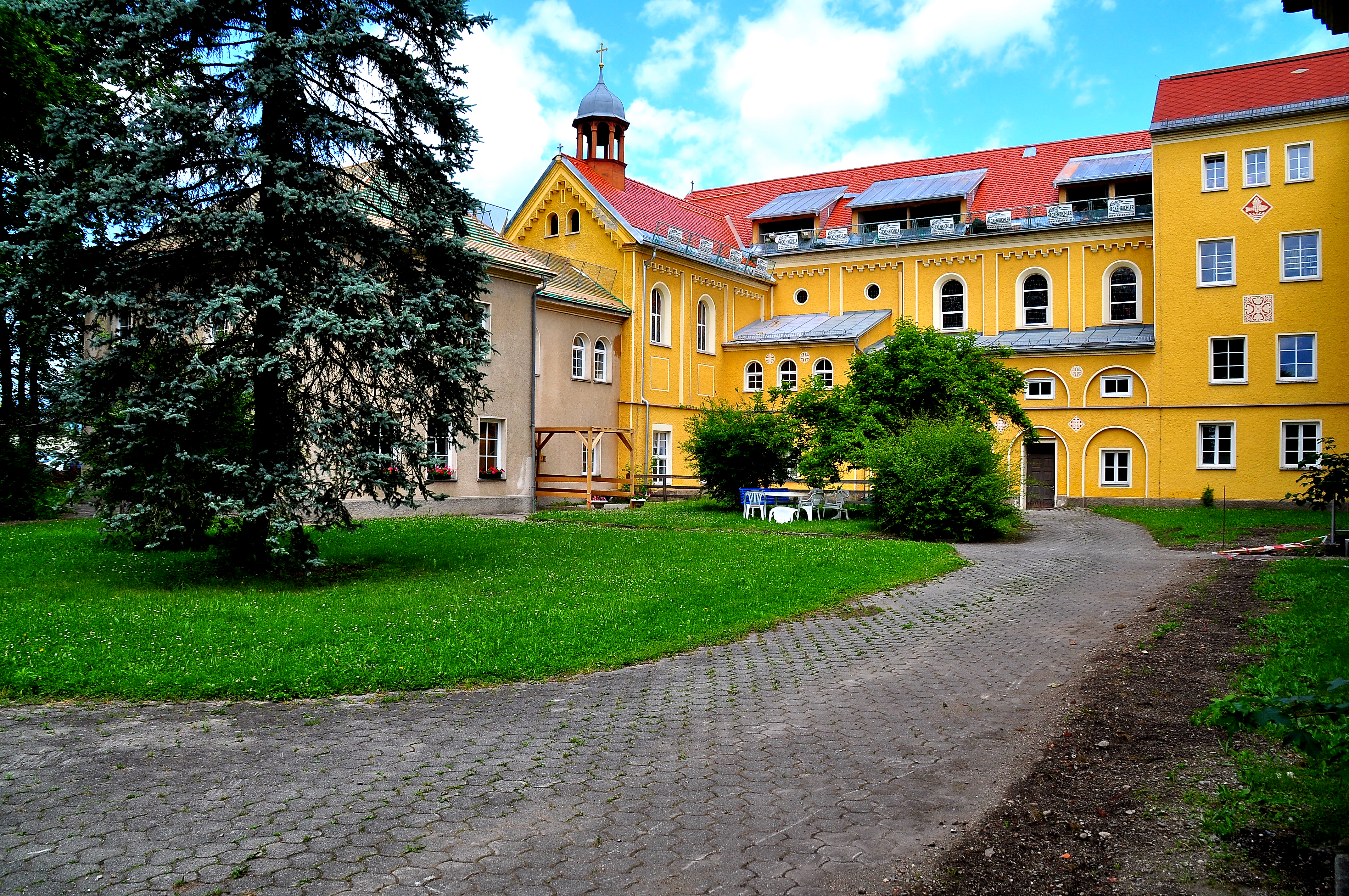
Westtrakt mit Klosterkapelle

Harbach, im Osten vor der Stadt gelegen, war im Hochmittelalter ein Edelmannsitz. Über den mittelalterlichen Bau und dessen Besitzer ist nur wenig bekannt. Die Gebrüder Reimbotus und Hermannus de Horbach wurden im Jahr 1213 in einer Urkunde des Herzogs Bernhard von Spanheim erwähnt, und im Jahr 1303 wurde ein Heinrich von Harbach genannt. Wann und durch wen der ursprüngliche Bau zu einem Schloss umgestaltet wurde, ist unbekannt. Erst anlässlich des Verkaufs durch den Hofkammerprokuratoren Josef Karl von Keller, der das Anwesen im Jahr 1752 an Dr. Franz Rainer verkaufte, erscheint das Schloss wieder in Urkunden. Franz Rainer wurde im Jahr 1755 in den Adelsstand erhoben und benannte sich anschließend nach dem Schloss.
Im Jahr 1886 erwarb Graf Reinhard August zu Leiningen-Westerburg-Altleiningen Schloss Harbach, mit dem Geld, das er aus dem Verkauf des später berühmt gewordenen Schlosses Mayerling an Kronprinz Rudolf von Österreich erlöst hatte. Er veräußerte es im Jahr 1889 an Baronin Maria Mayerhofer von Grünbühel, die Vorsitzende des örtlichen Elisabethen-Vereins. Im Jahr 1890 bat der Elisabethen-Verein, der sich vorwiegend aus adeligen Damen zusammensetzte und sich der Hilfe für heranwachsende Mädchen in Not verschrieben hatte, den Frauenorden vom Guten Hirten nach Klagenfurt. Am 18. April 1890 erfolgte die Neugründung der Schwestern in Harbach, die sich hier fortan sowohl um in Not geratene als auch um schwer erziehbare Mädchen kümmerte. Als sich das Gebäude schon bald als zu klein erwies, wurden ab dem Jahr 1893 umfangreiche Zu- und Umbauten vorgenommen. Zunächst wurde nordseitig ein Trakt angebaut, der im Jahr 1897 bezogen werden konnte. Zu Beginn des 20. Jahrhunderts entstand ein weiterer, west-ostseitig ausgerichteter Bau. An dessen Westende wurde von 1914 bis 1918 der Kirchentrakt errichtet und in dessen ersten Geschoß eine Klosterkapelle eingerichtet.
Am Ostende entstanden nach dem Ersten Weltkrieg weitere Anbauten. Im Jahr 1925 wurden ein Kindergarten und ein Schülerhort eröffnet. Im Jahr 1936 entstand ein neues Schulhaus; die bis dahin einklassige Volksschule wurde zu einer dreiklassigen erweitert und zudem eine hauswirtschaftliche Fachschule eröffnet. Während des Zweiten Weltkrieges wurde Schloss Harbach durch die Nationalsozialisten für eine Landes-Knabenanstalt verwendet. Den Schwestern wurden die Räumlichkeiten erst im Jahr 1955 zurückgegeben. Das ursprüngliche Schloss, inzwischen eher ein „Anhängsel“ des Gebäudekomplexes, wurde im Jahr 1962 von zwei auf drei Geschoße aufgestockt. In den Jahren 1976 bis 1979 wurde eine komplette Außenrestaurierung vorgenommen. In den Jahren 2012 und 2013 wurde die Anlage modernisiert.

## Die Klosterkirche

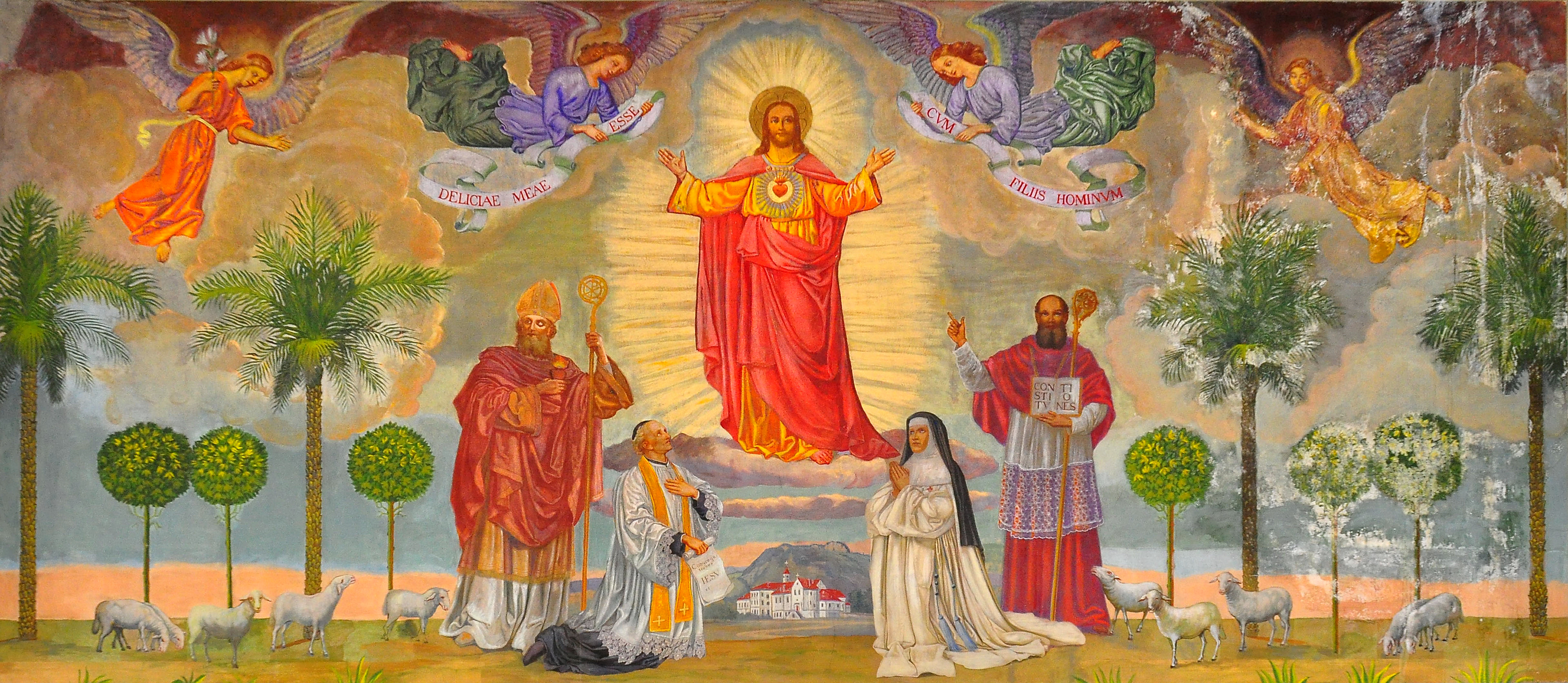
Fresko A. Veiters an der Altarwand der Klosterkirche

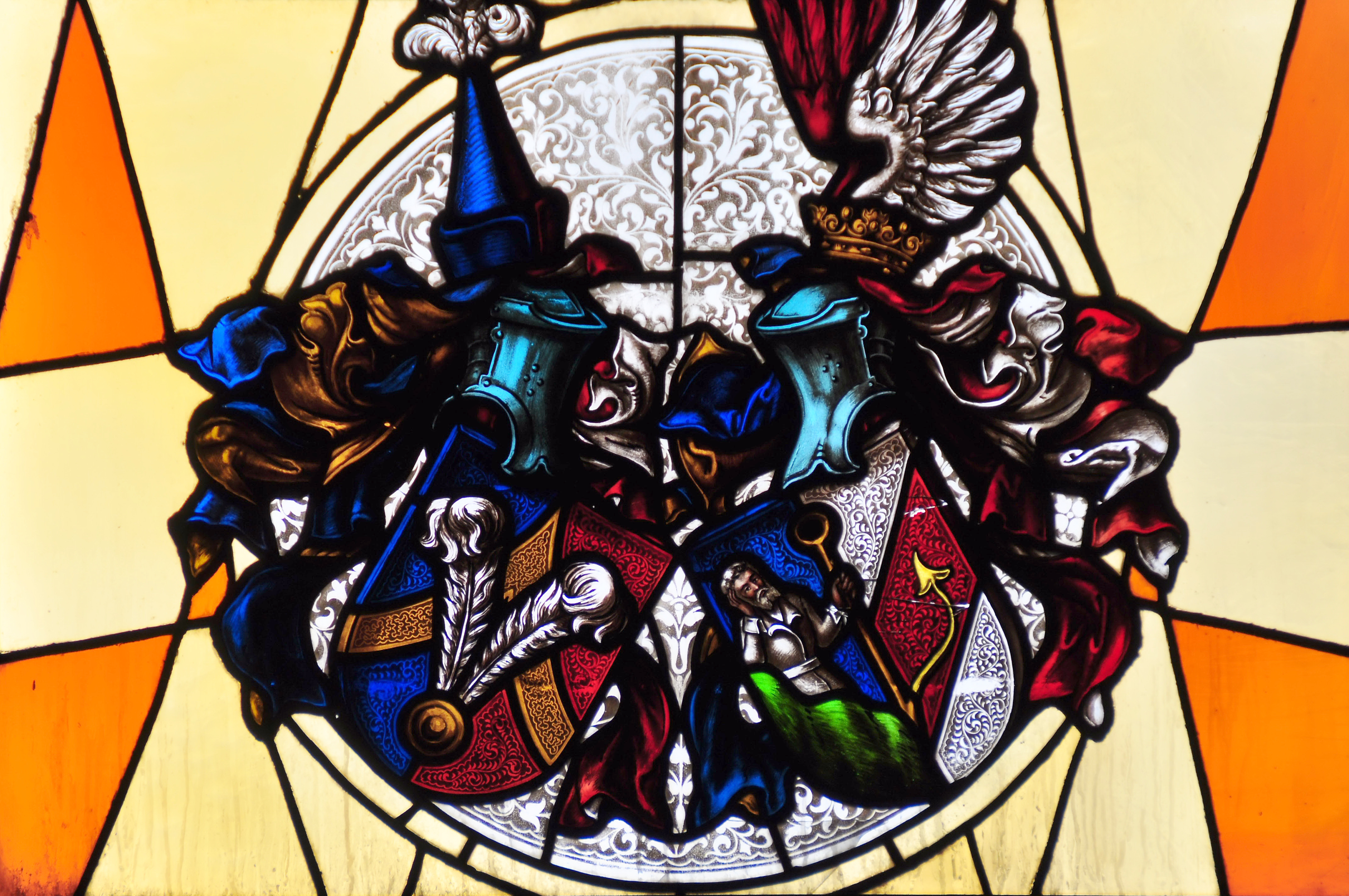
Das Harbacher Wappenfenster

Der Kirchentrakt befindet sich im ersten Stock des am Westende gelegenen Gebäudes und weist den Ordensregeln gemäß einen ungewöhnlichen Grundriss auf. Das Kirchenschiff ist für die jugendlichen Heimbewohner bestimmt, eine Art Querschiff im Westen an der Nordseite ist für die weltlichen Kirchenbesucher vorgesehen, wohingegen die Klosterschwestern mit der Südseite vorliebnehmen. Der Tischaltar wurde im Schnittpunkt von Schiff und „Querhaus“ postiert. Im Jahr 1968 wurde der dem Herz geweihte Kirchenraum umgestaltet: weiße, glatte Wände, Putzdecke mit untergezogenen Holzträmen.
Bei der Restaurierung blieb das alte querformatige Fresko August Veiters an der Altarwand im Westen erhalten. Es zeigt dem Patrozinium entsprechend Christus mit sichtbarem Herzen inmitten einer Landschaft mit Palmen, Bäumen und Schafen. Ihm zur Seite die Heiligen Augustinus und Franz von Sales, während zu seinen Füßen kniend die Ordensstifter Johannes Eudes und die Nonne Rosa Virginia Pelletier dargestellt sind.
Karl Bauer schuf im Jahr 1968 die Glasgemälde in den hoch angesetzten Fenstern, die sich ebenfalls auf das Patrozinium des Ordens beziehen. Von der alten Ausstattung blieb ein Glasgemälde erhalten. Es stellt das Wappen der Rainer von Harbach dar.
Von der alten Ausstattung stammt weiters eine Grödener Statue aus dem 19. Jahrhundert und zeigt den heiligen Josef von Nazaret mit Kind, sowie ein Ölbild aus der Mitte des 19. Jahrhunderts, dessen Motiv die heilige Mutter Anna mit der lesenden jungen Maria ist. Die metallenen Kreuzwegstationen und die stirnseitige Verkleidung des Altartisches sind neueren Datums. Sie wurden vom Wiener Künstler Ernst Granegger Im Jahr 1969 geschaffen. Die Glocke der Kirche stammt aus dem Jahr 1741 und ist vielleicht ein Werk Marx Mathias Zechenters.
Im Osten über dem Haupteingang befindet sich die schlichte gemauerte Orgelempore mit Flachdecke und verputzter Brüstung.

## Heutige Nutzung
Die Schwestern vom Guten Hirten führten das Mädchenheim Harbach und die angeschlossenen Schulen bis zum Jahr 2002, dann verkauften sie das Anwesen an die evangelische Stiftung de La Tour, die zur Diakonie de La Tour (ehm. Diakonie Kärnten) gehört. Diese betreute in Harbach nach der Übernahme des Gebäudes zwei Mädchenwohngemeinschaften, und bis zum Jahr 2014 eine Sondererziehungsschule und ein Sonderhort für Kinder und Jugendliche mit besonderen Bedürfnissen. Im Jahr 2014 wurden die Schule und der Hort geschlossen, stattdessen befindet sich nun eine Montessorischule für die 1. bis 4. Schulstufe, so wie eine Montessorischule für die 4. bis 8. Schulstufe auf dem Gelände. Auch die Verwaltung der Diakonie de La Tour ist seither im Schloss Harbach untergebracht. Im Jahr 2004 wurde in dem Anwesen ein Altenwohn- und Pflegeheim errichtet, das im Jahr 2012 in einen Neubau in St. Peter übersiedelte.